# سيد مير قاسم
سيد مير قاسم (1921 - 12 ديسمبر 2004) هو رئيس وزراء كشمير من 1971 إلى 1975.
بدأت مسيرة سيد مير قاسم السياسية لأول مرة خلال الكفاح الهندي من أجل الاستقلال ضد بريطانيا، مما أسفر عن سجنه من قبل مهراجا كشمير هاري سينغ., بعد استقلال الهند، قام سيد مير قاسم بصياغة الدستور الكشميري واستمر في الخدمة في مختلف مناصب الولايات والاتحاد. يُنسب إليه الفضل في تأسيسه المؤتمر الوطني الهندي في كشمير. اشتهر سيد مير قاسم بالاستقالة من منصب رئيس الوزراء من أجل تشجيع وإضفاء الطابع المؤسسي على اتفاقية أنديرا غاندي-شيخ عبد الله التاريخية في عام 1975.
كتب سيرته الذاتية في كتابه "حياتي وأوقاتي"،  الذي نشر في سبتمبر 1992. وتوفي فجأة في سيارة إسعاف بالقرب من نيودلهي في 12 ديسمبر 2004 عن عمر يناهز 83 عامًا، وحضر جنازته الآلاف، وحصل بعد وفاته على جائزة بادما بوشان ثالث أعلى جائزة مدنية في الهند من قبل الرئيس الهندي عبد الكلام في عام 2005.